# Bernhard Leisering
Bernhard Leisering (* 24. Januar 1951 in Leipzig; † 11. Dezember 2012 in Berlin) war ein deutscher Architekt.

## Leben
Bernhard Leisering wuchs in Leipzig auf, wo er 1969 seine Ausbildung als Maurer mit Abitur abschloss. Von 1971 bis 1975 studierte er an der Technischen Universität Dresden Architektur. Nach dem Abschluss als Dipl.-Ing. war er bis 1992 als Angestellter der Ostberliner Industrieprojektierung Berlin (IPRO) tätig. Von 1992 bis zu seinem Tod arbeitete er freischaffend mit seinem eigenen Architekturbüro in Berlin. Bereits bei IPRO leitete er bedeutende Sanierungsprojekte im Denkmalbereich.
Leisering war seit 1973 mit seiner Frau Gisela verheiratet, die seit 1992 als Architektin in seinem Büro mitarbeitete. Aus der Ehe gingen zwei Söhne hervor. Bernhard Leisering fand seine letzte Ruhestätte auf dem Waldfriedhof Oberschöneweide.

## Bauprojekte (Auswahl)
- Berliner Dom Berlin-Mitte, 1983–2007, Denkmalsanierung
- Neue Synagoge Berlin, 1988–1995, Denkmalsanierung
- Rathaus Fehrbellin, 1992–1994, Denkmalsanierung, Denkmalsanierung
- Evangelische Kirche Klettwitz, 1992–1995, Denkmalsanierung
- Siegessäule Hakenberg, Fehrbellin, 1993–2000, Denkmalsanierung
- Pfarrkirche St. Marien, Neuruppin, 1999–2004, Denkmalsanierung
- Schloss Doberlug, Doberlug-Kirchhain, 2000–2014 (geplant), Denkmalsanierung
- Zentralvieh- und Schlachthof Berlin-Prenzlauer Berg, 2000–2007, Denkmalsanierung, Nutzungsänderung
- Betsaal, Jüdisches Waisenhaus Berlin, Berlin-Pankow, 2001, Denkmalsanierung
- Orgelwerkstatt Schuke, Werder (Havel), 2003–2004, Neubau
- Seniorenzentrum Berlin-Pankow, 2004–2005, Neubau
- Kloster Dobrilugk, Refektorium, sanierter Foyer-Anbau, Doberlug-Kirchhain, 2005–2010, Denkmalsanierung
- Nadelwehr Gülpe/Havel, 2006–2007, Denkmalsanierung, Neubauten
- Neue Wache, Berlin-Mitte, 2009–2010, Denkmalsanierung
- ehem. Garbáty-Speicher, Berlin-Pankow, 2010–2010, Denkmalsanierung, Nutzungsänderung
- Lubwartturm, Bad Liebenwerda, 2010–2011, Denkmalsanierung